# Лунц, Александр Лазаревич
Александр Лазаревич Лунц (22 января 1924, Москва — 24 августа 2018, Иерусалим) — математик, известный работами в области топологии и вычислительной математики. Входил в круг учёных, начинавших кибернетические исследования на первых отечественных электронно-вычислительных машинах в 1950-х годах. В 1970-х годах — один из лидеров движения отказников, отстаивавших право на выезд из СССР.
Профессор МФТИ, математик Б. Т. Поляк называл А. Л. Лунца в числе энтузиастов первых лет становления информатики в СССР, которые «достойны памяти и как крупные математики, и как неординарные личности».

## Биография
Родился 22 января 1924 года в Москве в семье известного советского юриста, специалиста по международному частному праву Лазаря Адольфовича Лунца (1892—1979),
В 1941 году окончил среднюю школу с золотой медалью и был без экзаменов принят на механико-математический факультет МГУ. С началом войны семья вместе с Институтом юридических наук, в котором работал отец, были эвакуированы в Томск. Учился сначала в Томском университете, а в 1944 году по возвращении в Москву перевёлся в Московский университет. В 1946—1949 годах был в аспирантуре и защитил диссертацию. Кандидат физико-математических наук.

### Научные интересы
И диссертация, и последующая научная деятельность до конца 1950-х годов были связаны с одной из областей абстрактной математики — топологией.
Первые публикации были посвящены проблемам, относящимся к теории размерности бикомпактного пространства. Академик П. С. Александров отмечал значимость полученных Лунцем результатов исследования совпадения размерностных инвариантов для разных классов топологических пространств. В библиотеке А. А. Ляпунова, который в 1949 году завершал работу над докторской диссертацией "Об операциях, приводящих к измеримым множествам, сохранился оттиск опубликованной в том же году в журнале «Доклады АН СССР» статьи А. Л. Лунца «Бикомпакт, индуктивная размерность которого больше, чем размерность, определенная при помощи покрытий» с авторской надписью:

«Глубокоуважаемому Алексею Андреевичу Ляпунову от автора. А. Лунц. 7.X.49»

Читал лекции по математике педагогическом институте, в котором начинали готовить специалистов по программированию.
В начале 1950-х годов А. А. Ляпунов, увлечённый перспективой внедрения принципов кибернетики в междисциплинарные исследовательские направления, пришёл к выводу о необходимости консолидации учёных разных профилей в рамках научного семинара — Большого семинара по кибернетике (МГУ, 1954—1964). Успех и популярность идеи привела к созданию некоторыми его участниками собственных семинаров. Один из таких семинаров вели доктора физико-математических наук А. С. Кронрод и А. Л. Брудно, которого в 1954 году член-корреспондент АН СССР И. С. Брук привлёк к созданию программного обеспечения одной из первых отечественных ЭВМ М-2, разрабатываемой в Лаборатории электросистем Энергетического института АН СССР. В  круг первых математиков из разных организаций, работавших на ней, входил и А. Л. Лунц. Они занимались не только программированием стандартных вычислительных процедур, но и решением на М-2 практических задач.
За годы участия в этих кибернетических семинарах и в совместных постановочных работах на ЭВМ первопроходцы вычислительной математики стали не только единомышленниками-профессионалами, но и на годы сохранили дружеские отношения. Поздравительная телеграмма А. А. Ляпунову по поводу избрания его в 1964 году членом-корреспондентом АН СССР ушла из Москвы в новосибирский Академгородок с неформальными подписями «Лена Гливенко и Саши — Лунц, Кронрод, Брудно».
В 1959 году А. Л. Лунц был принят на работу в теоретический отдел Институт электронных управляющих машин (ИНЭУМ).
Занимался исследованиями в области кибернетики и прикладной математики. Уже в 1960 году опубликовал (в соавторстве с А. Л. Брудно) статью «К фильтрации случайных последовательностей», посвящённую одной из математических проблем измерения параметров полёта обнаруженных радарами летательных объектов и прогнозирования их траектории.
В этот же период А. Л. Лунц начал решать на ЭВМ задачи связанные с планированием в экономике и оптимизацией перевозок. Доктор экономических наук В. Д. Белкин, инициировавший в ИНЭУМ работы, связанные с использованием ЭВМ в управлении экономикой, разрабатывал математический аппарат измерений показателей народного хозяйства с учётом вариантов цен, сформированных по разным принципам ценообразования (по методам экономистов В. К. Дмитриева и В. В. Леонтьева). Благодаря доказанной с участием А. Л. Лунца теореме о соотношении двух определений полных затрат, ему удалось доказать эквивалентность определений полных затрат по уравнениям Дмитриева и Леонтьева.
Полученные им научные результаты относились к математическим аспектам решения различных прикладных задач — от интеллектуальных игр, проблем распознавания образов, автоматизированного контроля и диагностики ЭВМ, медицинского моделирования до оценки качества производственных процессов в порошковой металлургии.
В конце 1960-х годов А. Л. Лунц впервые задумался об эмиграции в Израиль.
В 1968 году подписал письмо в защиту участника правозащитного движения, знакомого ему математика А. С. Есенина-Вольпина, принудительно помещённого в психиатрическую лечебницу. Есенин-Вольпин, как и Лунц, занимался теорией бикомпактов и оба они в 1950-е годы добились в этой области заметных результатов.

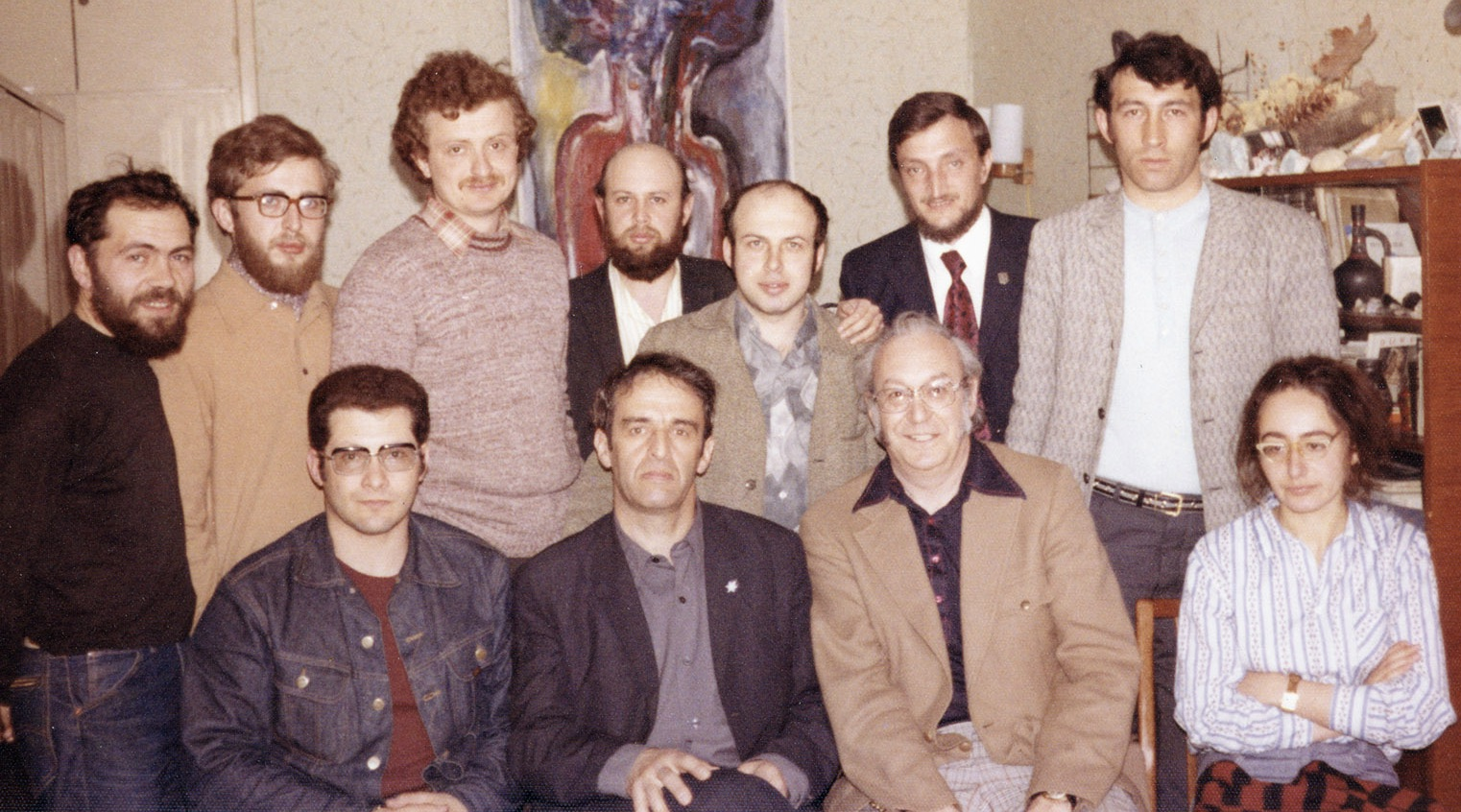
А. Л. Лунц (сидит второй слева) среди отказников.
Правее за ним стоит Н. Щаранский (Москва, 1974)

В 1972 году подал заявление на выезд из СССР, но оказался в числе получивших отказ. Был уволен из ИНЭУМ.

### Движение отказников и эмиграция
Активно участвовал в движении отказников и был организатором ряда протестных акций с целью добиться разрешения на эмиграцию в Израиль.
Во второй половине 1973 года А. Л. Лунц поддержал беспрецедентную инициативу ряда учёных-отказников, лишённых возможности работать в официальных научных учреждениях, — провести с 1 по 5 июля 1974 года в Москве международный семинар, посвящённый обсуждению «проникновения физических методов исследования — как теоретических, так и экспериментальных — в другие отрасли знания». За подписями членов организационного комитета, в состав которого входил А. Л. Лунц, были отправлены приглашения известным зарубежным учёным, многие из которых подтвердили своё участие в семинаре. О планах предстоявшего мероприятия был поставлен в известность президент АН СССР М. В. Келдыш. В первых числах мая 1974 года отпечатанная программа семинара (более 70 докладов) была разослана участникам. Но планам организаторов не было суждено осуществиться — во второй половине июня многие из них были арестованы.
По мнению организаторов, противодействие открытию семинара было связано с тем, что сроки его проведения совпали со сроками визита в СССР президента США Никсона (1-3 июля 1974 года).
Одним из первых, 19 июня А. Л. Лунц был задержан и отправлен в подмосковный серпуховской изолятор. Его освободили 3 июля — после вылета самолёта Никсона из Москвы.
8 декабря 1975 года Председатель КГБ Ю. В. Андропов проинформировал ЦК КПСС о состоявшемся 5 декабря на Пушкинской площади в Москве традиционном «молчаливом протесте» (с участием А. Д. Сахарова) против нарушения конституционных прав граждан. Среди поименованных в докладной записке участников, собравшихся у памятника А. С. Пушкину, был назван и А. Л. Лунц.
Записка председателя КГБ при СМ СССР Ю. В. Андропова в ЦК КПСС от 08.12.1975

Секретно

О сборище антиобщественных элементов на площади Пушкина в Москве»

5 декабря с. г. группа антиобщественных элементов собралась на площади Пушкина с провокационной целью выразить т. н. «молчаливый протест» в связи с «нарушением» прав граждан, гарантированных Конституцией СССР.

На площади у памятника Пушкину находились Сахаров, Семенова (дочь Боннэр), Янкелевич (муж Семеновой), Салова, Шатуновская, Иофе, Лунц, Генкин, Подъяпольский, Кристи, Ирина Якир, Григоренко, Татьяна Литвинова и другие [—] всего около 30 человек. Отдельные из них в 18 часов сняли головные уборы. 

В это же время на площади присутствовали иностранные корреспонденты: Рен, Шиплер, Кримски, Джеймс, Понт (США); Брейн, Мюллер (Англия); Леви (Канада); Майер, Энгельбрехт, Пляйтген (ФРГ); Фредриксон (Норвегия); Хастад (Швеция); Ван-Вей, Шень-И-мень (КНР) и Ямагучи (Япония). Некоторые корреспонденты фотографировали участников сборища.

Через 5 минут собравшиеся лица покинули площадь.

Каких либо инцидентов во время сборища не было.

Сообщается в порядке информации.
Председатель Комитета госбезопасности

Андропов
В начале января 1976 года А. Л. Лунц подписал письмо («Письмо 174-х») в поддержку С. А. Ковалёва, приговорённого к семи годам заключения в колонии строгого режима и трём годам ссылки.
За несколько дней до дня рождения в январе 1976 года ему разрешили выезд из СССР.
24 февраля 1976 года израильские газеты сообщили, что после четырёх лет борьбы за получение выездной визы профессор А. Л. Лунц с женой и 18-летним сыном прилетели в Тель-Авив.
В Израиле продолжал заниматься научной деятельностью. Жил и умер в Иерусалиме.
24 августа 2018 года Н. Щаранский откликнулся на известие о смерти своего учителя и товарища словами: «Мы признательны за выпавшую нам привилегию увидеть тебя в окружении семьи и друзей в стране, права жить в которой мы добивались плечом к плечу».

## Публикации

### Из статей до 1973 года
- Лунц А. Л. Бикомпакт, индуктивная размерность которого больше, чем размерность, определенная при помощи покрытий // Доклады Академии наук СССР. Новая серия, 1949. — Том LXVI, № 5. — С. 801—803.
- Лунц А. Л. Структура множеств точек локальной несвязности и локальной связности произвольного континуума // Матем. сб., 1953. — Том 33 (75), № 2. — С. 463—470.
- Брудно А. Л., Лунц А. Л. К фильтрации случайных последовательностей — Доклады АН СССР, 1960. — Том 131, №:3. — С. 485—488.
- Лунц А. Л. Симметрическая метрика в пространстве трансфинитных чисел // УМН, 1963. — Том 18, № 5 (113). — С. 171—172.
- Браиловский В. Л.[~ 5], Лунц А. Л. Формулировка задачи распознавания объектов со многими параметрами и методы ее решения // Известия АН СССР, Техническая кибернетика, 1964, № 1. — С. 22-30.
- Лунц А. Л., Браиловский В. Л. Об оценке признаков, получаемых в статистических решающих правилах // Известия АН СССР. Техническая кибернетика, 1967, .№ 3. — С. 90-110.
- Вишневский А. А., Шрайбер М. И., Брайнес С. Н., Браиловский В. Л., Лунц А. Л., Кучина Е. В., Русаков А. Б., Эстрович Е. В. Прогнозирование аутопластики при ожоговой болезни табличным методом // Экспериментальная хирургия и анестезиология, 1971. — № 2. — С. 3-8.
- Браиловский В. Л., Лунц А. Л. Программа обучения распознаванию, основанная на отборе статистически полезных признаков // Сб. под ред. В. Н. Вапника: Алгоритмы обучения распознаванию образов — М.,: Советское радио, 1973. — 201 с. — С. 116—135.

### После 1976 года
Научная деятельность А. Л. Лунца в Израиле была связана с исследованиями и разработками в высокотехнологичных отраслях промышленности, в том числе в одном из крупных концернов военно-промышленного комплекса страны — Israel Aerospace Industries.
Статьи и доклады на конференциях:
- Boris Epstein, A. Luntz, Aharon Nachshon. Multigrid Euler solver about arbitrary aircraft configurations with Cartesian grids and local refinement // Proceedings of 9th Computational Fluid Dynamics Conference, June 1989
- Boris Epstein, A. Luntz, Aharon Nachshon. Multigrid transonic computations about arbitrary aircraft configurations // Journal of Aircraft, 26(8). — P. 751—759, August 1989
- D. Tidd, D. Strash, B. Epstein, A. Luntz, A. Nachshon, T. Rubin. Application of an efficient 3-D multigrid Euler method (MGAERO) to complete aircraft configurations // Proceedings of 9th Applied Aerodynamics Conference, September 1991
- Boris Epstein, A. Luntz, Aharon Nachshon. Cartesian Euler method for arbitrary aircraft configurations // AIAA Journal, 30(3). — P. 679—687, March 1992
- D. M. Tidd, Boris Epstein, A. Luntz, D. J. Strash. Multigrid Euler calculations over complete aircraft // Journal of Aircraft, 29(6). — P. 1080—1085, November 1992

## Увлечения
Увлекался различными видами спорта. Был и чемпионом университета по пулевой стрельбе. Участвовал в первенстве СССР по гребле.
В годы работы в ИНЭУМ был энтузиастом одиночных походов на север Архангельской области в район реки Золотицы и Инецкого маяка на Зимнем берегу Белого моря.
Памятью о его туристических увлечениях стала «поляна Лунца», место в лесу у Красной Пахры, предложенное А. Л. Лунцем для проведения многолюдных встреч отказников, среди которых было много походников, чувствовавших себя там в привычной обстановке.

## Семья
Первая жена — Елена Валерьевна Гливенко родилась в Москве 1 апреля 1928 год. Работала в ИНЭУМ.
Вторая жена — Людмила Лунц
Дети: сын (около 1958 года рождения) от первого брака, жил и эмигрировал с А. Л. Лунцем и дочь (родилась в Израиле).

## Комментарии
1. ↑  Аспирантом вёл при МГУ математический кружок для школьников.
2. ↑  К середине 1960-х годов в МГПИ выпускали ежегодно до 100 программистов.
3. ↑  Лена Гливенко — Елена Валерьевна Гливенко, тоже участница Большого кибернетического семинара, работала в то время в ИНЭУМ.
4. ↑  Лаборатория электросистем Энергетического института АН СССР в 1957 году была выделена в отдельное подразделение и переименована в Лабораторию управляющих машин и систем АН СССР (ЛУМС), а в 1958 году на базе ЛУМС был создан Институт электронных управляющих машин под руководством члена-корреспондента АН СССР И. С. Брука
5. ↑  В. Л. Браиловский — старший научный сотрудник в отделе А. Л. Лунца
6. ↑  Увлекательные рассказы Лунца о его странствиях и впечатлениях пробудили интерес к Русскому Северу во многих сотрудниках института.